# Barbus lorteti
Barbus lorteti är en fiskart som beskrevs av Sauvage 1882. Barbus lorteti ingår i släktet Barbus och familjen karpfiskar. IUCN kategoriserar arten globalt som otillräckligt studerad. Inga underarter finns listade.